# Gaston Schlobach
Christian August Gaston Robert Schlobach, auch: Schlobach da Costa (* 25. März 1863 in Philadelphia, Minas Gerais, Brasilien; † 3. April 1921 in Karlsruhe) war als Kolonialoffizier und Leiter von Grenzziehungskommissionen in Deutsch-Ostafrika tätig.

## Lebensweg
Schlobach stammte aus einer Familie deutschstämmiger Auswanderer in Brasilien. Sein Vater war der Landvermessungsingenieur Robert Schlobach (1813–1883), einer der Mitbegründer der Auswanderersiedlung Philadelphia, der für seine Verdienste von Kaiser Dom Pedro II. den erblichen Adelsnamen „da Costa“ verliehen bekam.
Er schlug die Militärlaufbahn in der preußischen Armee ein und wurde 1884 zum Leutnant ernannt. 1885 war er im Pionierbataillon Nr. 4 eingesetzt und trat 1887 in die Artillerie- und Ingenieurschule ein. Ab dem 2. Oktober 1893 war er als Oberleutnant im Eisenbahnregiment Nr. 3 eingesetzt. Am 26. Juli 1894 trat er in die Schutztruppe über. Von September bis Dezember 1894 befand er sich auf einer Expedition im Uluguru-Gebirge, um eine mögliche Trasse für die Mittellandbahn zu erkunden und die geographische Landesaufnahme zu unterstützen.
1898 wurde er zum Hauptmann befördert und als Referent für Eisenbahnangelegenheiten eingesetzt. 1898 führte er eine Expedition an die Mündung des Mara in den Victoriasee, wo er die Station Schirati gründete. Nach einem Heimaturlaub im Sommer 1900 übernahm er als Chef in Daressalam die 5. Kompanie der Schutztruppe. Von Mai 1901 bis Februar 1902 absolvierte er eine Ausbildung in astronomischen Längen- und Breitengradbestimmungen an der Sternwarte Potsdam. Ab Mai 1902 war Schlobach Leiter der Kommission zur Grenzregulierung mit dem britischen Protektorat Uganda westlich des Victoriasees, was er im Juli 1903 von Schirati aus östlich fortsetzte. Im Dezember 1905 tat er in Moschi Dienst. Ab Januar 1907 wurde er zum Auswärtigen Amt versetzt und kehrte im März zu einer weiteren Grenzregulierung, diesmal im Süden zu Portugiesisch-Ostafrika von Rovuma bis zum Njassasee, in die Kolonie zurück. 1908 war er in Wilhelmstal wohnhaft. Im Mai 1908 führte er wiederum eine portugiesisch-deutsche Expedition zur Vermarkung der Grenzstrecke vom Kap Delgado bis zum Rowuma und war ab August an den Kronlandserklärungen im Bezirk Daressalam entlang der Bahnlinie beteiligt. Ab dem 18. September begleitete er den Unterstaatssekretär Friedrich von Lindequist, den ehemaligen Gouverneur von Deutsch-Südwestafrika, auf seiner Rundreise durch Deutsch-Ostafrika. Schlobach wurde im Mai 1909 zum Major befördert und zum „Vorsteher des Vermessungwesens“ im Gouvernement in Daressalam ernannt. Am 19. November 1909 nahm er seinen Abschied.
1911 und 1912 war er, trotz seiner „Außer Dienst“-Stellung, erneut bei Grenzregulierungen zu britischen und belgischen Gebieten im Mpororo-Gebiet (Ruanda) und am Kiwusee beteiligt. Nach erneutem Deutschlandaufenthalt ließ er sich 1913 im Bezirk Moschi als Viehfarmer nieder. Im Januar 1913 gründete er das dortige Meru Schützenkorps. Bei Ausbruch des Ersten Weltkriegs wurde Schlobach reaktiviert und als Kommandant von Geraragua am Westhang des Kilimandscharo eingesetzt. Im Dezember 1916 war er Etappenkommandant der Abteilung Loof. Anschließend geriet er bei Ndanda in britische Kriegsgefangenschaft und war 1918 im Lager Daressalam interniert. Bei Kriegsende kehrte er nach Deutschland zurück. Schlobach verstarb 1921 in Karlsruhe, vermutlich bei einem Unfall.

## Privates
Schlobach war verheiratet mit der aus Metz stammenden Jeanne Minna Augusta Grawinke (* 1873).

## Werk
- Die Volkstämme der deutschen Ostküste des Victoria-Nyansa. Veröffentlicht in: Mitteilungen von Forschungsreisenden und Gelehrten aus den deutschen Schutzgebieten. Ausgabe 14. 1901. Seiten 183–193.